# The Helicopter Flies In The Sky
「The helicopter flies in the sky (Classical version) 」（ザ ヘリコプター フライズ イン ザ スカイ クラシカル バージョン）は、日本の音楽家TOSHINARIのデジタル・シングル

## 概要
レコーディングの合間にClassical versionアレンジとして制作された。前作「Family Ties」の配信から2年振りでの配信決定が報じられた作品であるが、1年前にDemoバージョンが発表され、そこから幾度となくアレンジを変更。生のレコーディングに変わりstrings修正が行われ、TwitterやInstagram,Youtubeには都度修正版の音源の一部分がアップロードされていた。
発売日が9月9日と報じられていたが、納品が早まったことを受け発売日が2017年9月1日に変更された。尚、今回のリリースでは後、当初予定であった日、9月9日に愛の挨拶のカバー曲作品が販売される。